# Event marketing
Event marketing, také zážitkový marketing, je komunikované sdělení spojené s formou zvláštního představení, prožitkem, který je vnímán více smysly najednou.

## Charakteristika
V rámci event marketingu je tedy využíváno emocí v marketingové komunikaci a je vycházeno z faktu, že si lidé nejlépe zapamatují to, co reálně prožijí. Emocionální podněty, které event vyvolává, pak velmi dobře působí na image nabízené služby či produktu. Event marketing nezahrnuje pouze komunikaci externí, ale také interní v rámci společnosti.
Pojem event marketing se poprvé objevil v marketingové literatuře v 90. letech 20. století, přičemž byl znám jako forma komunikace již v antickém Římě. Například když se významní vojevůdci vraceli z úspěšného válečného tažení, tak bývaly na jejich počest uspořádávány několikadenní slavnosti s náboženskými rituály, které vyvolávaly silné prožitky. Zároveň se také slavnosti stávaly významnými komunikačními nástroji.
Základem event marketingu je slovo event, které se překládá jako událost, prožitek, zážitek, příhoda nebo představení. Je však důležité uvědomit si, že každé představení nemůže být považováno za event a zároveň ne každý, kdo event organizuje, dělá právě event marketing. Event se většinou chápe jako konkrétní nástroj komunikace, zatímco event marketing je považován za dlouhodobější formu komunikace, která vychází z předem stanovené firemní strategie.
Pro event marketing je někdy používáno označení zážitkový marketing. Tento pojem označuje aktivity, při kterých se firma snaží zprostředkovat cílové skupině zákazníků emocionální zážitky spojené se svou značkou, přičemž se očekává, že prožitek z těchto aktivit bude mít pozitivní dopad na emoce jednotlivců, což se následně odrazí v trvalejší a intenzivnější příchylnosti k značce. Pomocí eventu tak lze upoutat nové potenciální klienty a zároveň motivovat a ovlivňovat obchodní partnery, upevňovat jejich loajalitu, prezentovat produkty, služby a vize.
Marketingoví odborníci vnímají event marketing jako:
- jakoukoli akci prováděnou na veřejnosti;
- propojení marketingového cíle a události;
- propojení značky a události;
- organizování akcí posilujících vztah mezi zákazníkem a firmou;
- prostředek přiblížení výrobku nebo služby zákazníkovi;
- působení na určitou skupinu osob prostřednictvím kulturních akcí.

Event marketing může být chápán z hlediska evropského či amerického. V rámci americké koncepce se event marketing chápe v širším slova smyslu, a tak se pod tento pojem řadí také sponzoring či výstavy. Podle evropské koncepce je event marketing snahou o koordinaci komunikace kolem vytvářeného nebo sponzorovaného eventu, přičemž slovem event je míněna aktivita, kdy se cílová skupina setkává v určitém místě a čase. Jedná se o setkání, kdy je utvářen nový prožitek.

## Dělení
V užším slova smyslu lze event marketing charakterizovat následujícími znaky:
- Důraz na zážitkovost – osobně prožitý zážitek působí na zákazníka a jeho pozdější vnímání reálného světa mnohem účinněji než neosobní sdělení, které vnímá z klasických médií.
- Interaktivita – jedná se o interaktivní osobní dialog mezi zákazníkem a zástupci firmy, kdy individuální přístup umožňuje zajistit velmi dobré zacházení se zákazníky.
- Vlastní režie – firemní event je společností koordinován tak, aby došlo k úspěšnému naplnění zvolených marketingových cílů a aby byly v zákaznících vyvolány požadované emoce.
- Dramaturgie – jedinečnost a kreativita pomáhá zákazníkům nechat se pohltit novými prožitky a oprostit se od každodenních starostí.

Event marketing je typickým nástrojem podlinkové komunikace, což potvrzuje i skutečnost, že při komunikaci se stávajícími či potenciálními zákazníky využívá osobně orientované dialogy. 

## Integrovaný event marketing
Event marketing je také součástí marketingového mixu spadající v rámci terminologie 4P pod propagaci. Je velmi důležité jej do komunikačního mixu důsledně zařadit tak, aby mohla být event marketingová politika firmy úspěšně realizována. Event marketing je tedy úzce propojen s ostatními nástroji komunikačního mixu (veletrhy, výstavy, sponzoring, direkt marketing, public relations) a díky tomu dokáže v účastnících vyvolat silné emocionální prožitky. Integrovaný event marketing je proto chápán jako nástroj, který zahrnuje všechny prvky moderní komunikace pomáhající vytvářet či zprostředkovávat inscenované zážitky. Dochází tedy k přechodu od reklamního monologu k dialogu se zákazníky a tím pádem se pasivní marketingový prožitek mění na aktivní.
Integrovaný event marketing zahrnuje následující:
- Přípravné aktivity – klasická reklama, direct marketing, public relations.
- Doprovodné aktivity – POS, multimediální komunikace.
- Následné aktivity – direct marketing, public relations.

Nejvíce styčných bodů má integrovaný marketing se sponzoringem, zejména v souvislosti s velkými akcemi, např. koncerty, galavečery atd. Takovéto akce se těší velké pozornosti sdělovacích prostředků. Nastává tak ideální spojení event marketingu a public relations.

## Typologie event marketingových aktivit
Event marketing je velmi mladým komunikačním nástrojem, proto dosud neexistuje zcela jednoznačná typologie jednotlivých event marketingových aktivit. Účelové rozdělení je znázorněno na obr. 1, který dělí event marketingové aktivity podle obsahu, cílových skupin, konceptu, doprovodného zážitku, který je s danou akcí spojen, a místa konání eventu.
Podle obsahu využití event marketingu rozdělujeme na:
- pracovně orientované eventy – akce pro interní cílové skupiny firmy a obchodní partnery, např. produktové školení na nový výrobek nebo službu;
- informativní eventy – hlavním cílem je zprostředkovávat informace, které jsou však „zabaleny“ do zábavného programu, např. představení nového produktu (služby) prostřednictvím multimediální show;
- zábavně orientované eventy – v popředí stojí především zábava, využívá se k dlouhodobému budování image značky prostřednictvím emocionálního přemostění mezi danou aktivitou a značky, jde o koncerty, incentivní cesty, trendové sporty a pod.

Podle cílových skupin rozdělujeme zaměření event marketingu na dvě oblasti:
- veřejné eventy – určeny pro externí cílovou skupinu, heterogenní skupinu, zahrnující stávající nebo potenciální zákazníky, novináře, názorové vůdce a širokou veřejnost, např. zapojení event marketingu do veletrhů, výstav a doprovodných akcí v jejich průběhu;
- firemní eventy – určeny pro interní cílové skupiny firmy, hlavně zaměstnanci, klíčoví dodavatelé, akcionáři, frančízami, protože organizátor dobře zná cílové skupiny, lze maximalizovat komunikační efekt, např. firemní jubileum, valná hromada, interní školení.

Podle konceptu se člení event marketing do pěti základních kategorií:
- event marketing využívající příležitosti – spojuje komunikaci firmy příležitostně buď se zavedenými a respektovanými oslavami, výročími, anebo s dosaženými významnými událostmi, např. oslavy milénia, položení základního kamene, Den otevřených dveří;
- značkový (produktový) event marketing – aktivity směřující k zasazování značky (produktu) do zvolené emocionální roviny a budující dlouhodobý emocionální vztah k značce, např. podpora adrenalinových sportů firmou vyrábějící energetickou výživu;
- imagový event marketing – image zvoleného místa nebo hlavní náplň eventu zcela koresponduje s hodnotami spojovanými se značkou, jde o příležitosti uměle vytvořené nebo o využití již existujících akcí či lokalit;
- event marketing vztažený k know-how – objektem je jedinečné know-how, které firma vlastní, ať jde o převratnou technologii, nebo o konkrétní výrobek na trhu, který zatím žádný jiný výrobce nenabízí;
- kombinovaný event marketing – přizpůsoben z hlediska času, místa a příležitosti, příkladem může být propojení event marketingu využívající příležitost a značkový (produktový) event marketing – konkrétně využití vánočních svátků pro komerční účely u firmy Coca-Cola a jejích vánočních trucků.

Podle doprovodného zážitku – zážitky, které vyvolávají nebo doprovázejí vlastní komunikaci klíčového sdělení. Jde o cílený přenos emocí a pocitů mezi danou aktivitou a značkou, obecně pak o využívání sportu, kultury, přírody či jiné společenské aktivity. U téhle typologie je zřejmé, že se jedná o jedinečné a neopakovatelné akce, proto tu není možné další dělení kategorie.
Podle místa můžeme event marketing rozdělit na:
- venkovní aktivity (open-air) – akce hromadného typu určené pro širokou cílovou skupinu, které se konají na otevřeném prostranství, eventy spojené s koncertem, sportovní událostí apod.;
- eventy pod střechou – eventy uspořádávány v budovách a zastřešených areálech, využívají se hotelové prostory, divadla, koncertní sály, ledové plochy, ale třeba i hrady, katakomby, výrobní haly a opuštěné průmyslové objekty.

## Nejčastější aktivity
- konference
- semináře
- společenské akce
- firemní prezentace
- grand openingy
- promotion
- slavnostní rauty, bankety
- slavnostní otevření poboček, filiálek
- vánoční večírky
- módní přehlídky
- slavnostní premiéry (například divadlo, film)
- obědy, večeře
- firemní párty
- a další